# Arteria ulnare
L'arteria ulnare è il ramo terminale mediale dell'arteria brachiale, posta a sua volta in continuità con ascellare e succlavia. Queste arterie continuano tutte l'una a pieno canale nell'altra coprendo un tratto che comprende parte del torace, spalla e arto superiore.

## Decorso
Nasce un centimetro sotto il gomito e decorre profondamente sotto i muscoli epitrocleari accompagnata dal nervo mediano. Giunta in prossimità del polso si superficializza, passando poi fra l'osso pisiforme e l'osso uncinato del carpo. Infine, davanti al retinacolo dei flessori, si unisce con il ramo palmare superficiale dell'arteria radiale creando così l'arcata palmare superficiale.

## Rapporti
Nella metà superiore è coperto dal muscolo pronatore rotondo, dal muscolo flessore radiale del carpo, dal muscolo palmare lungo e dal muscolo flessore superficiale delle dita. Si trova sopra il muscolo brachiale e il muscolo flessore profondo delle dita.
Il nervo mediano si affianca con il lato mediale dell'arteria per circa 2,5 cm, e poi attraversa il vaso, e viene separato da esso dal muscolo pronatore rotondo.
Nella metà inferiore dell'avambraccio giace sul  muscolo flessore profondo delle dita, ed collocato tra il muscolo flessore ulnare del carpo e il muscolo flessore superficiale delle dita.
È accompagnato da due vene satelliti, ed è sovrapposto mediamente dal flessore ulnare del carpo. Il nervo ulnare giace sul lato mediale dei due terzi inferiori dell'arteria, mentre il ramo palmare cutaneo del nervo discende sulla parte inferiore della vaso fino al palmo della mano.
Nel polso l'arteria ulnare è coperta dal legamento carpale e giace sul retinacolo del flessore della mano. Sul lato mediale vi è l'osso pisiforme, mentre dietro ritroviamo il nervo ulnare.

## Rami collaterali
I suoi rami collateriali sono:
- Arteria ricorrente ulnare anteriore
- Arteria ricorrente ulnare posteriore
- Arteria interossea comune (che si divide in anteriore e posteriore che corrono lungo la membrana interossea posta fra radio ed ulna)
- Rami carpici e palmari di minore importanza